# Cutie Circuit 2006 Final in YOMIURILAND EAST LIVE 〜9月10日は℃-uteの日〜
『Cutie Circuit 2006 Final in YOMIURILAND EAST LIVE 〜9月10日は℃-uteの日〜』（キューティーサーキット 2006 ファイナル イン ヨミウリランドイースト くがつとおかはキュートのひ）は、℃-uteのDVD購入者限定イベントである。2006年12月6日発売。発売元はゼティマ。

## 概要
「ミュージックV特集〜キューティー ビジュアル〜」の購入者特典として開催したイベント「Cutie Circuit 2006 Final in YOMIURI LAND EAST 〜9月10日は℃-uteの日〜」でのライブの模様を収録。
初回仕様には特典として「℃-uteポストカード」1枚を封入。
歴代メンバー8人全員が揃った最初で最後の℃-uteの日イベントである。10月31日に脱退した村上愛はパッケージ写真に載せられていないが、本編には登場している。

## DVD
『Cutie Circuit 2006 Final in YOMIURILAND EAST LIVE 〜9月10日は℃-uteの日〜』（2006年12月6日）
2006年9月10日・よみうりランドEASTでのイベントの模様を収録。
1. オープニング
2. まっさらブルージーンズ
3. 大きな愛でもてなして
4. MC1
5. EVERYDAY YEAH! 片想い
6. 行くZYX! FLY HIGH
7. MC2
8. FIRST KISS
9. MC3
10. 即 抱きしめて
11. MC4
12. わっきゃない(Z)

特典
- メイキング映像